# Oltregiogo
(Anonimo Genovese, XIII-XIV sec.)
L'Oltregiogo (anche Oltregiovo o Oltregioco, Ôtrazovo in ligure) è una regione storica e geografica tra Liguria e Piemonte. Si estende su parte dell'appennino ligure a nord di Genova e sulle sue propaggini collinari. Insiste fra la città metropolitana di Genova, la provincia di Alessandria, e in piccola parte quelle di Piacenza e Pavia. È un territorio che anticamente apparteneva alla Repubblica di Genova e che ancora oggi presenta un forte legame economico, culturale e logistico con il capoluogo ligure. La città più importante e popolosa dell’Oltregiogo è Novi Ligure, altri centri importanti ma di minori dimensioni sono Ovada e Gavi.

## Geografia
Usualmente con il termine Oltregiogo si intendono, in modo grossolano, nel loro insieme i seguenti territori
- il Novese;
- l'Ovadese;
- l'alta valle Scrivia;
- l'alta valle Stura;
- la val Vobbia
- la val d'Aveto;
- la val Brevenna;
- la val Pentemina;
- la val Boreca
- l'alta val Trebbia.

L'estensione si potrebbe individuare in tre zone, divise dalle direttrici Fraconalto-Pozzolo Formigaro e Torriglia-Pregola, che corrono in direzione sud-nord. Ad est le valli Aveto e Trebbia, al centro le valli Borbera e Scrivia e ad ovest le valli Lemme ed Orba.
La maggior parte dell’Oltregiogo oggi fa parte del Piemonte e corrisponde ai comuni della ex provincia di Novi. La provincia nel 1859 fu unita a quella alessandrina dall’allora ministro Rattazzi, originario di Alessandria, che voleva elevare d’importanza la sua città natale. I novesi e l’oltregiogo faticarono ad accettare tale decisione e provarono più volte a opporsi, senza successo, anche durante la prima metà del novecento. I comuni che invece oggi si trovano sotto l'Emilia-Romagna facevano parte della Provincia di Bobbio, soppressa anch'essa nel 1859 dalla legge Rattazzi che l'annesse alla nuova Provincia di Pavia, nel 1923 avvenne lo smembramento del Circondario di Bobbio: l'Oltrepò ed il comune di Brallo di Pregola rimasero sotto Pavia, mentre l'alta Val Trebbia venne suddivisa fra la Provincia di Genova e la Provincia di Piacenza

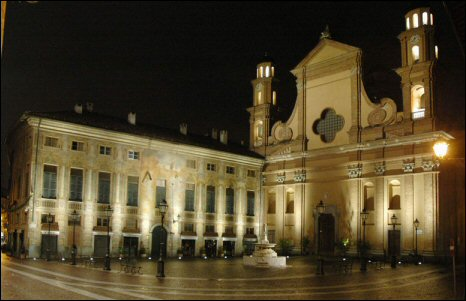
Novi Ligure
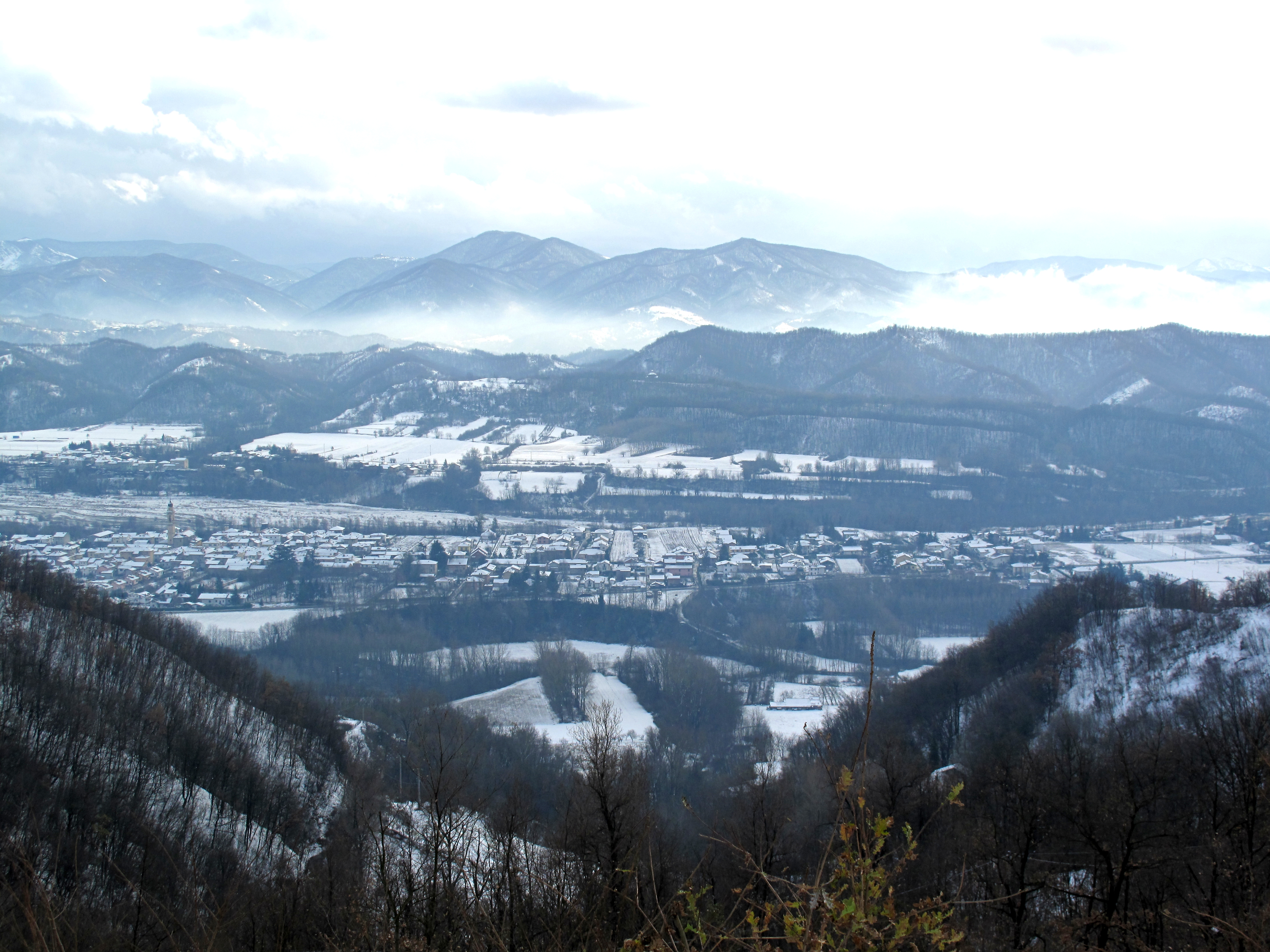
Borghetto di Borbera
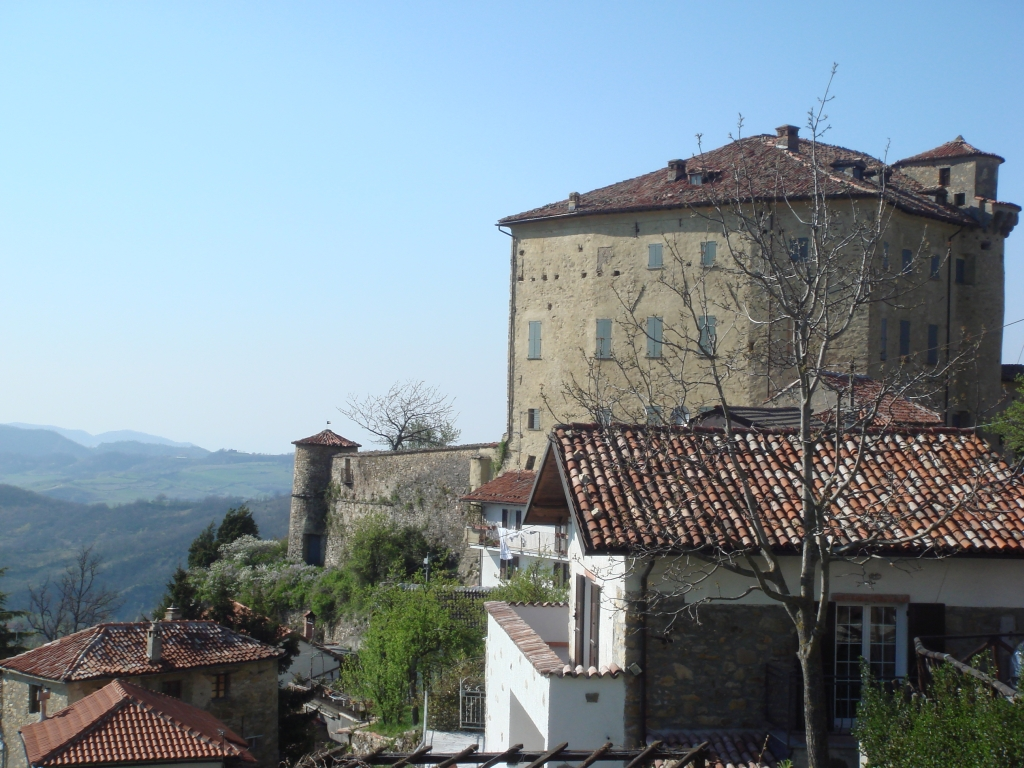
Cantalupo Ligure
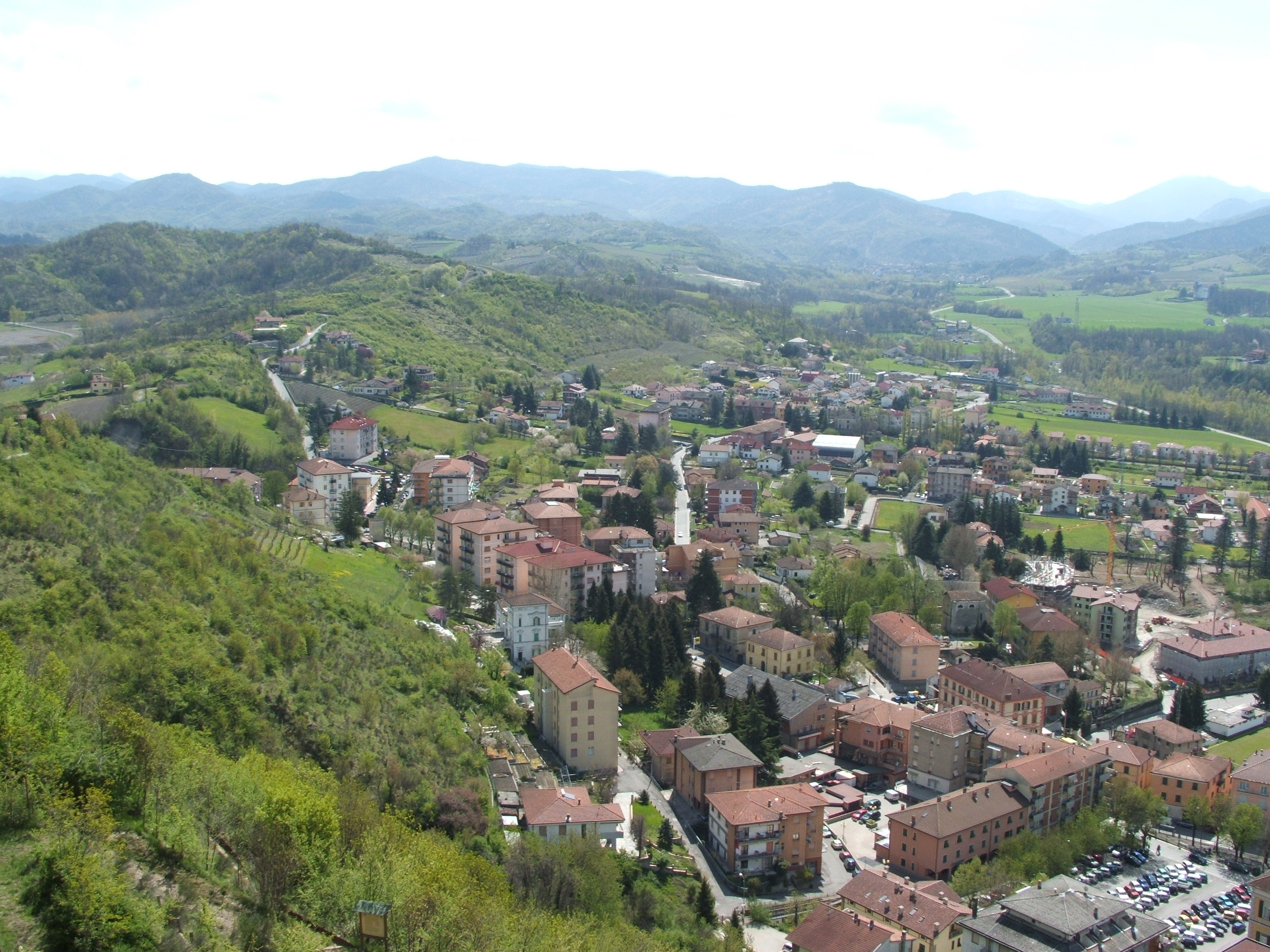
Gavi
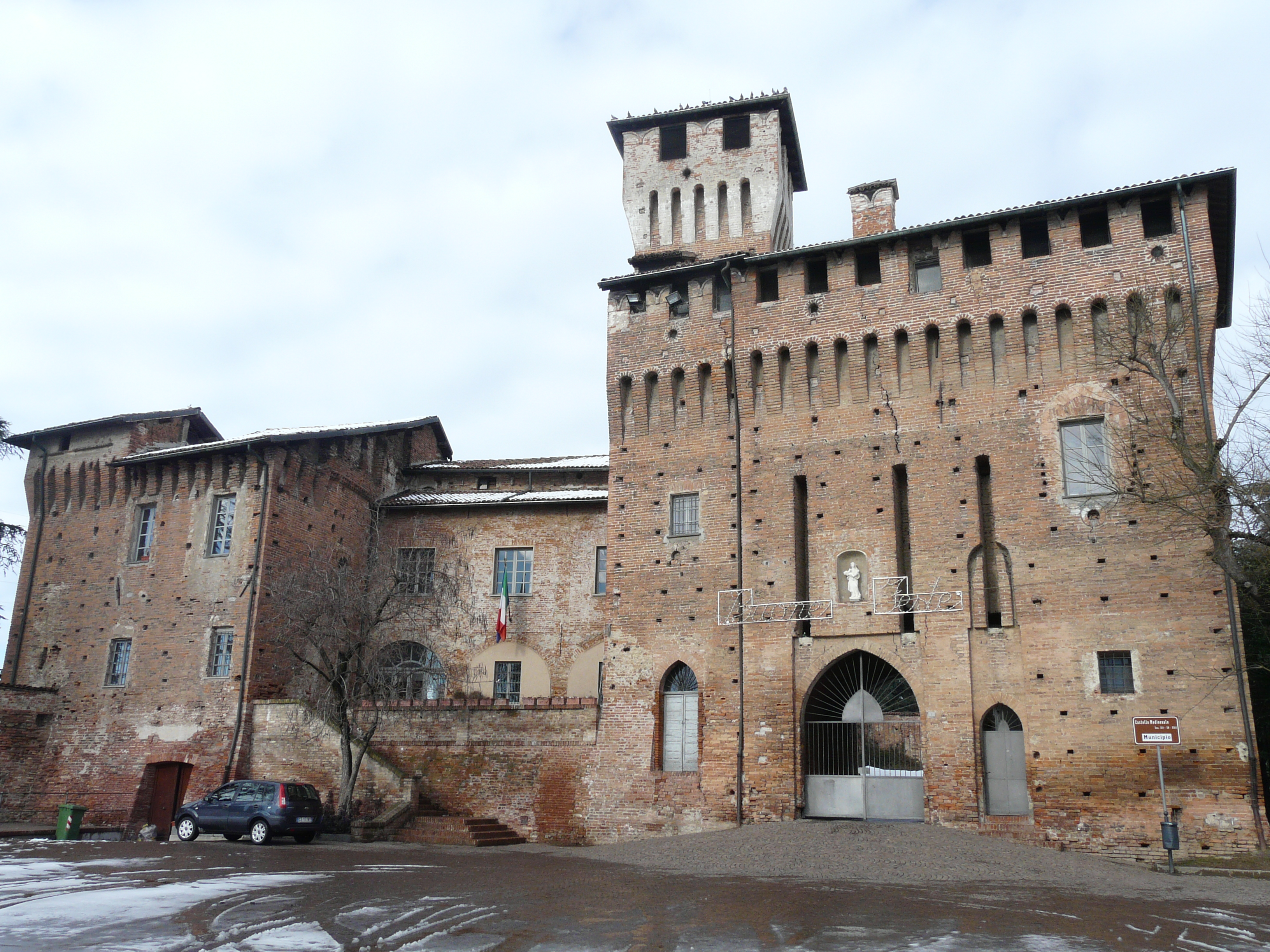
Pozzolo Formigaro
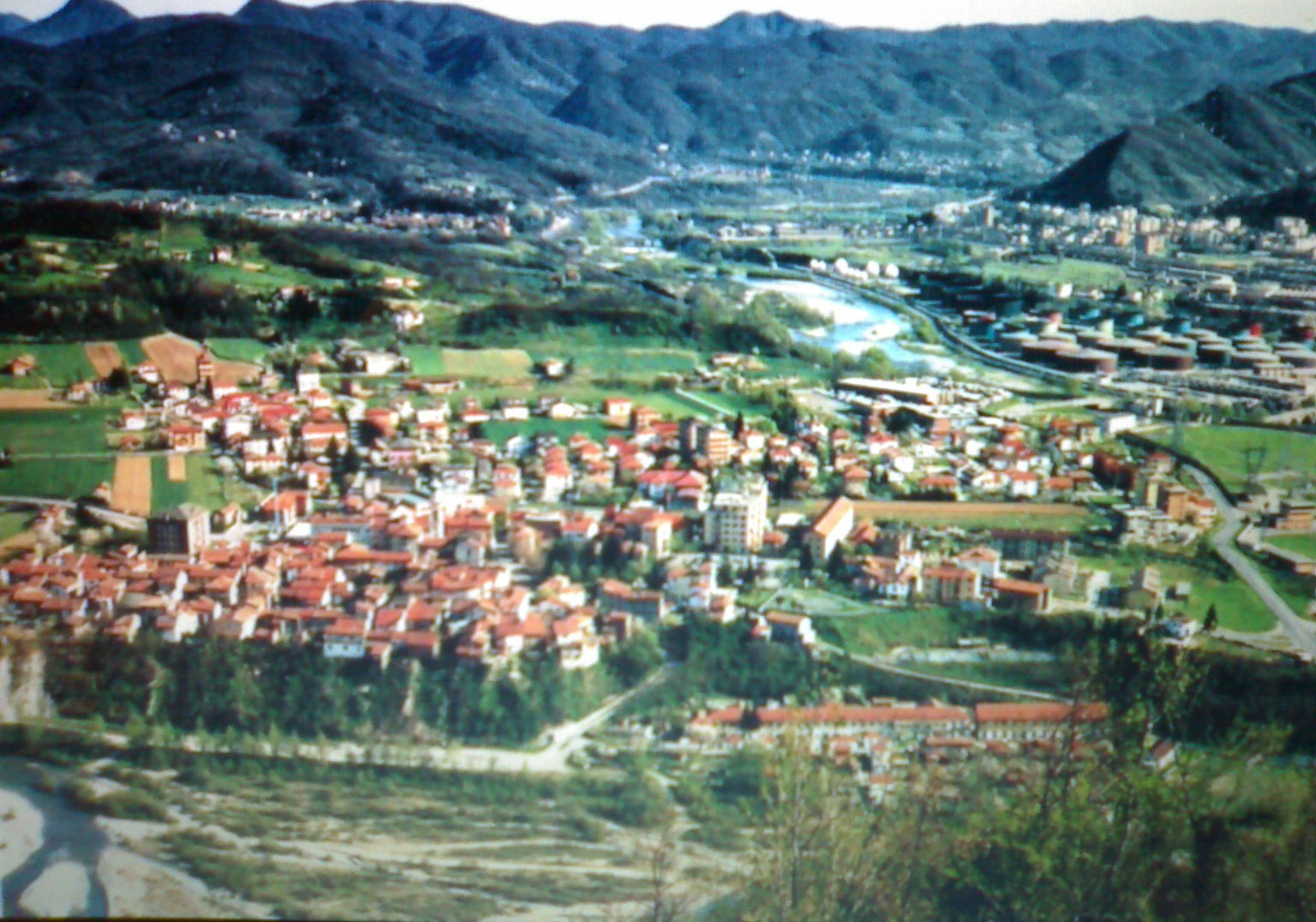
Vignole Borbera
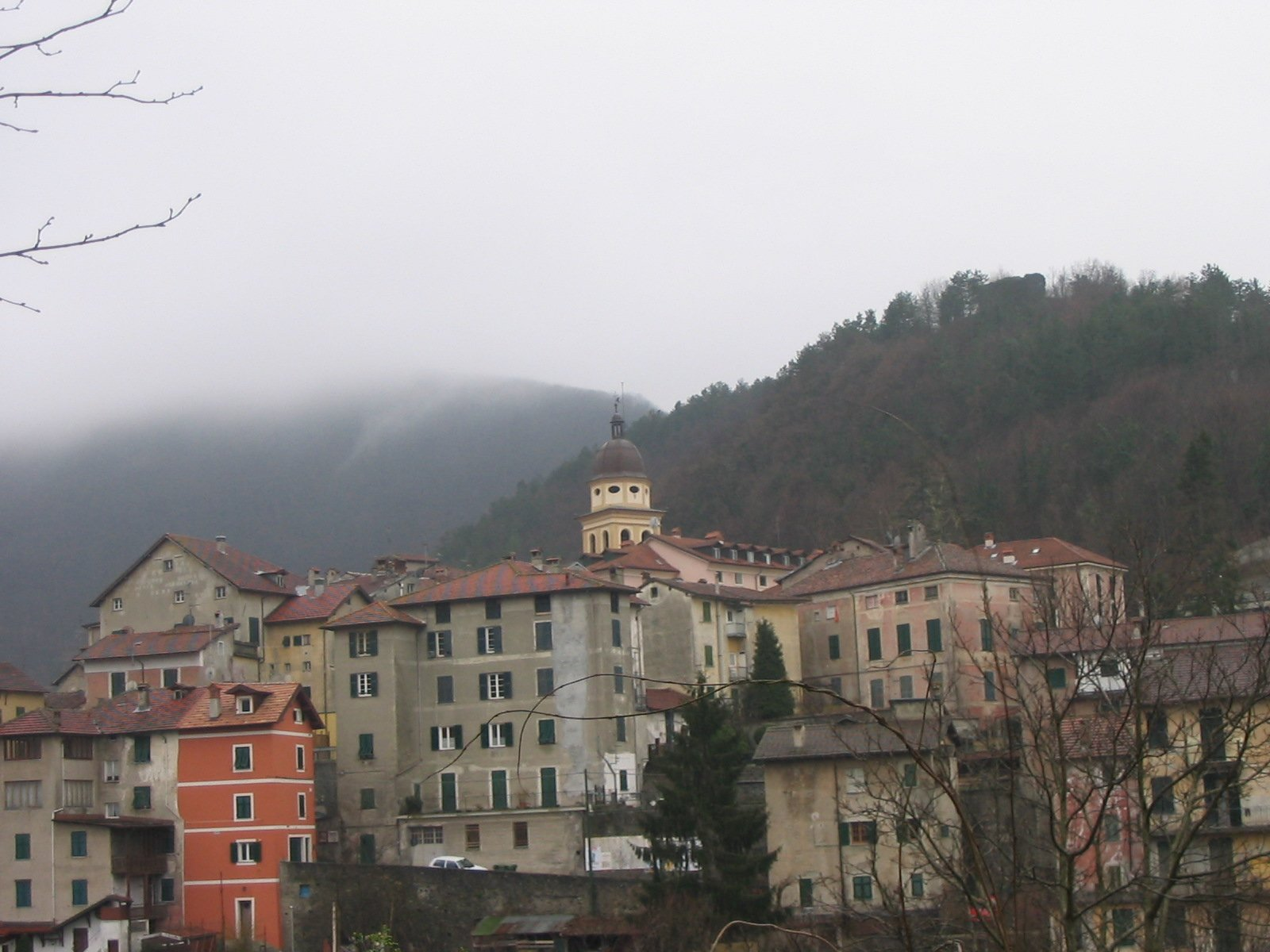
Voltaggio
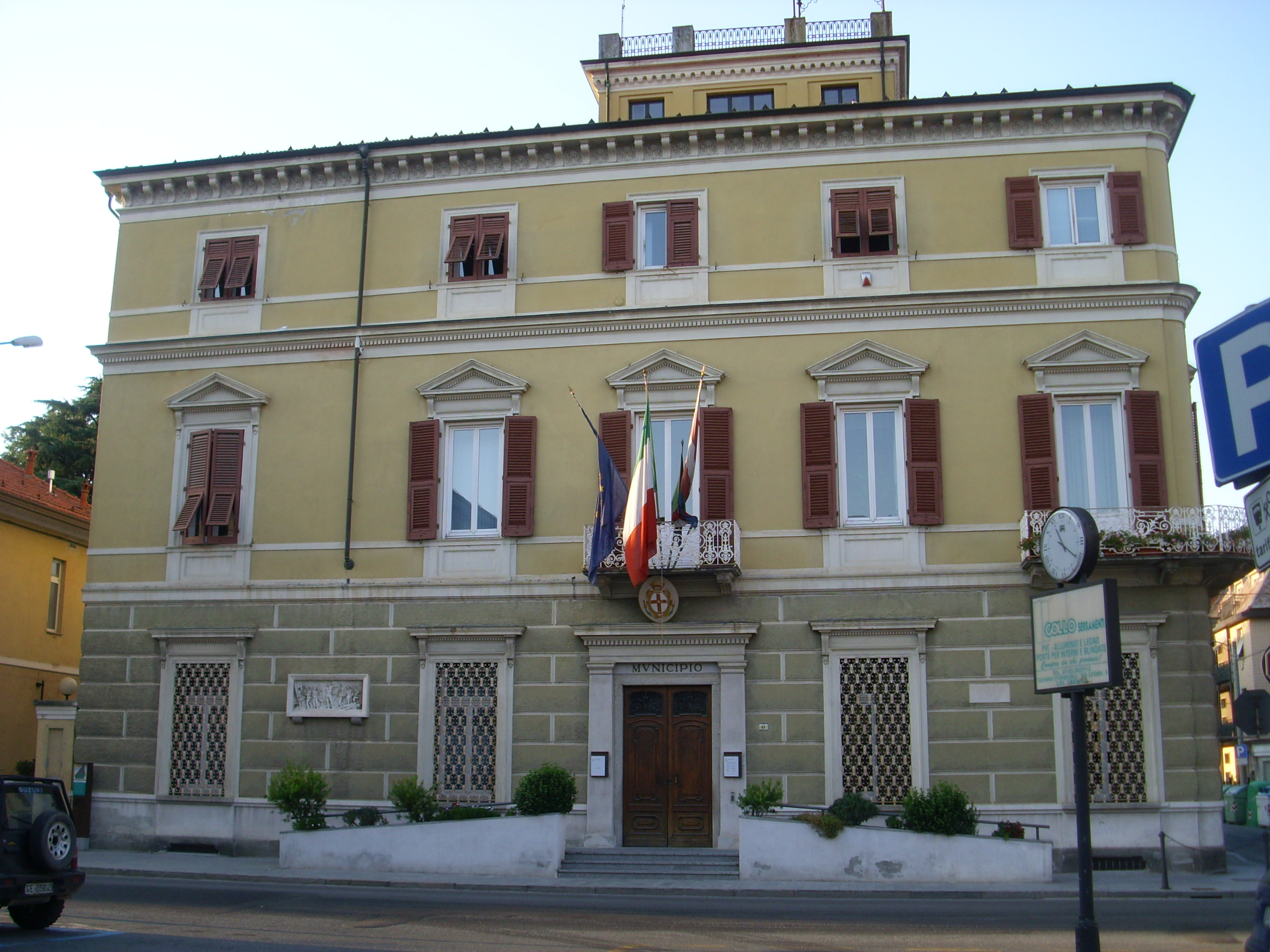
Ovada
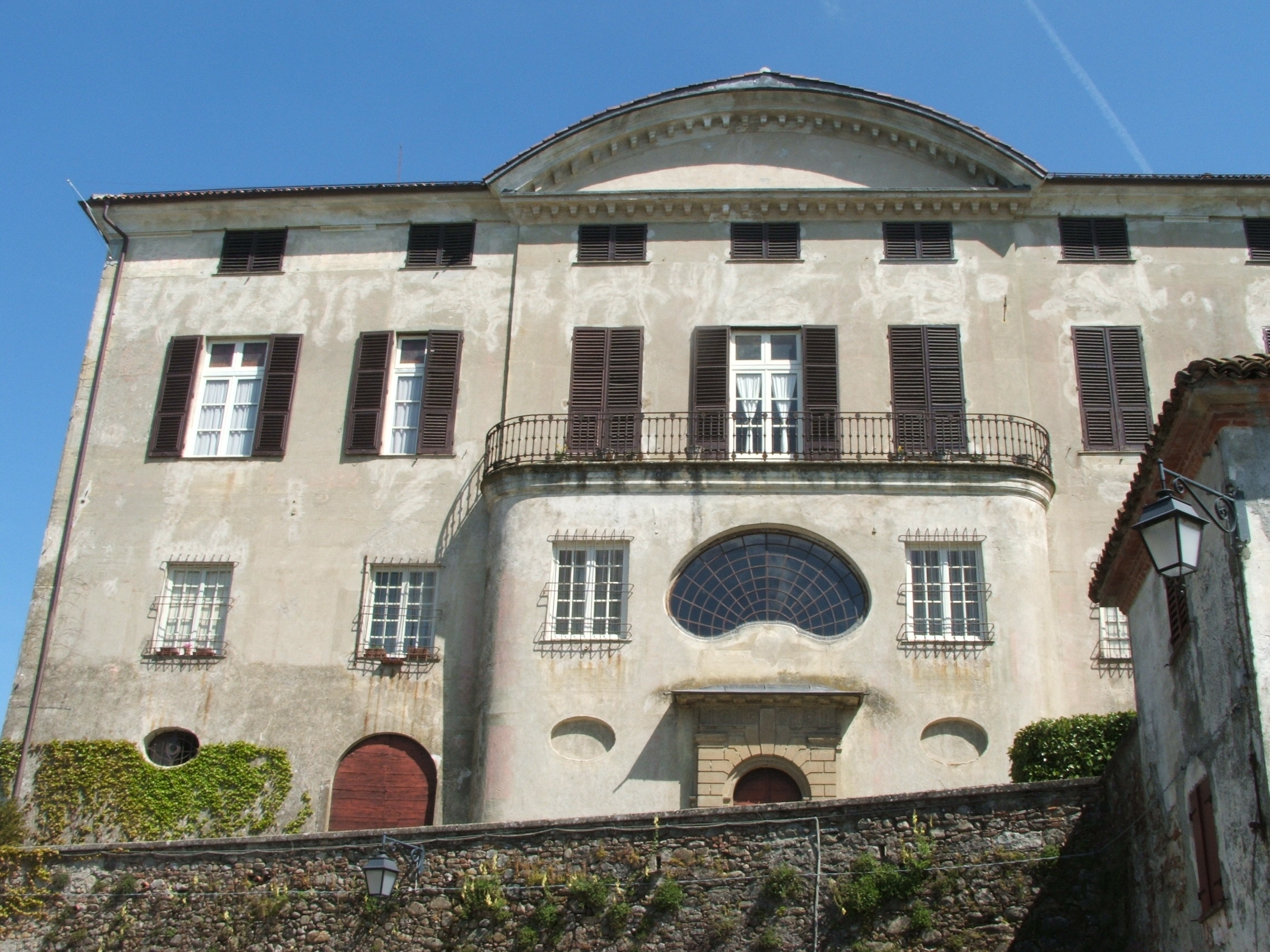
Rocca Grimalda
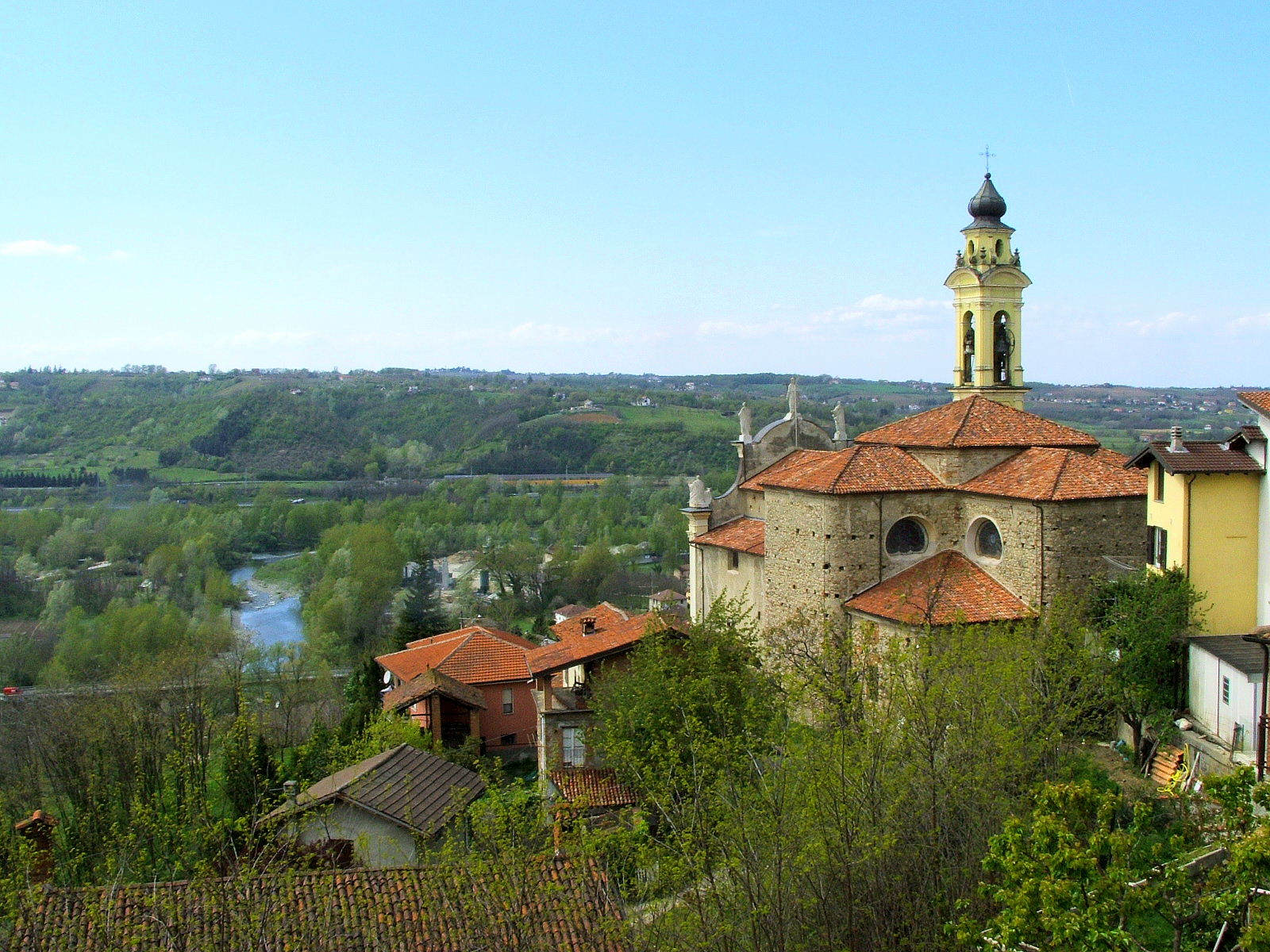
Silvano d'Orba
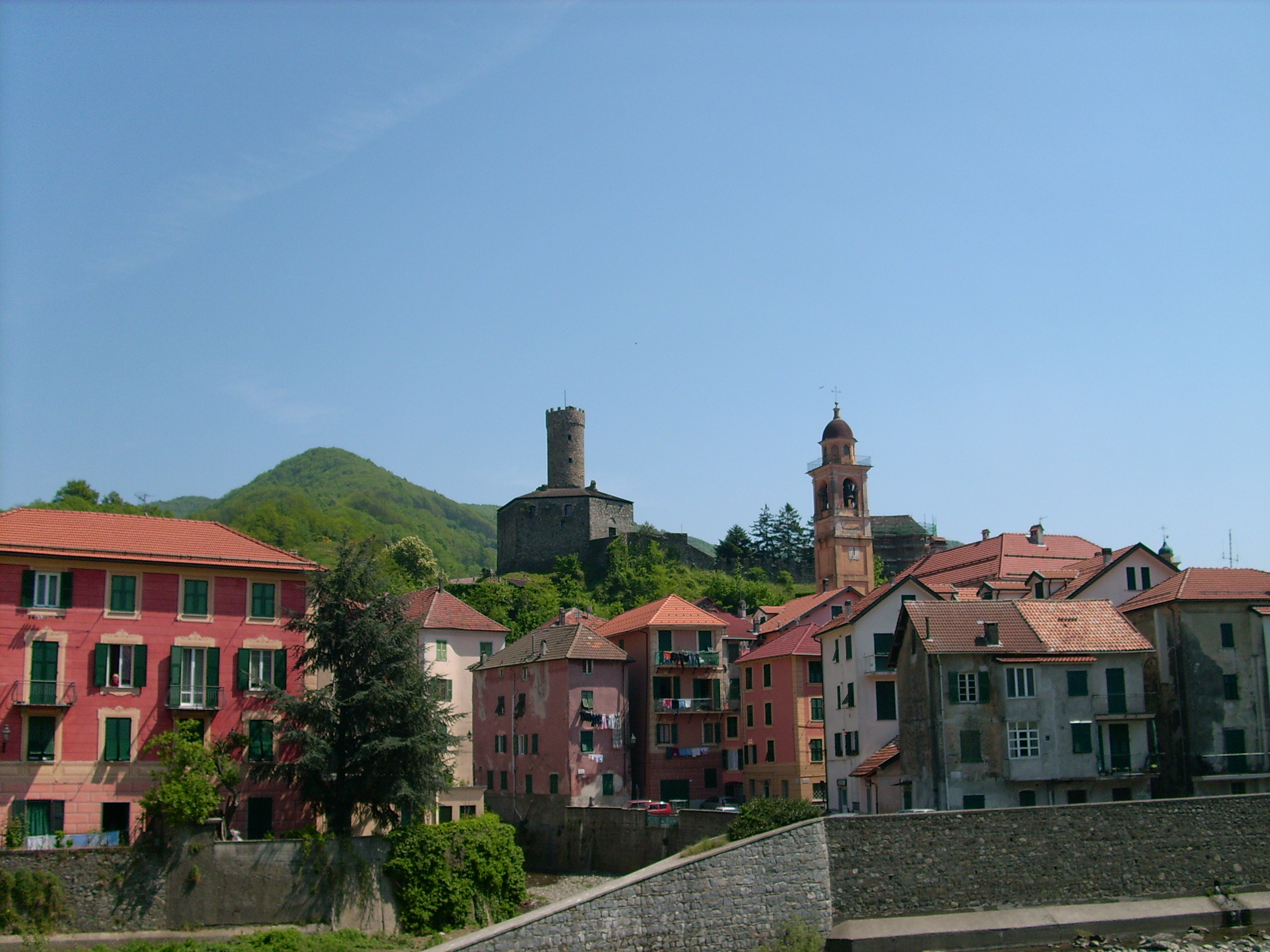
Campo Ligure
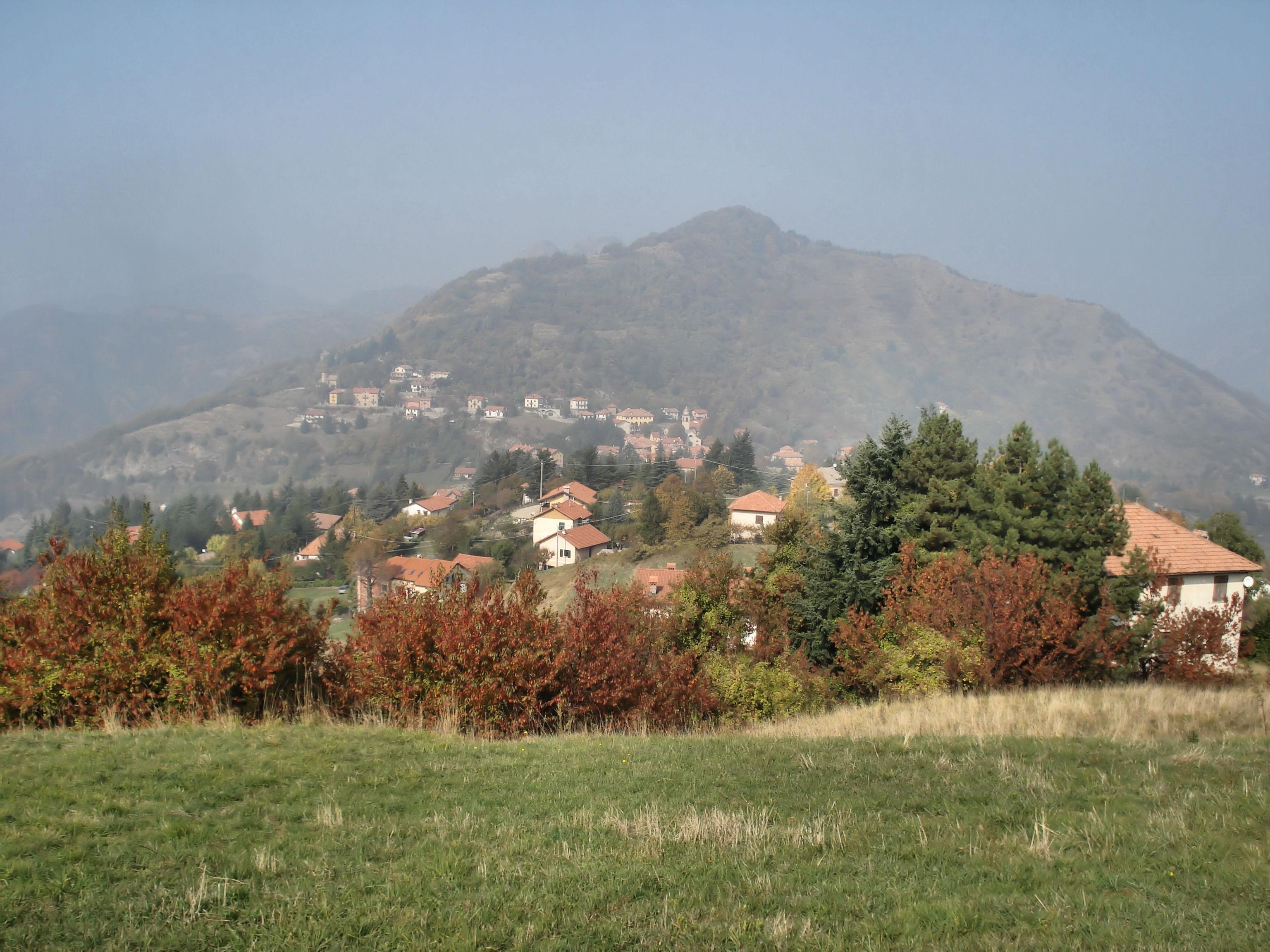
Crocefieschi
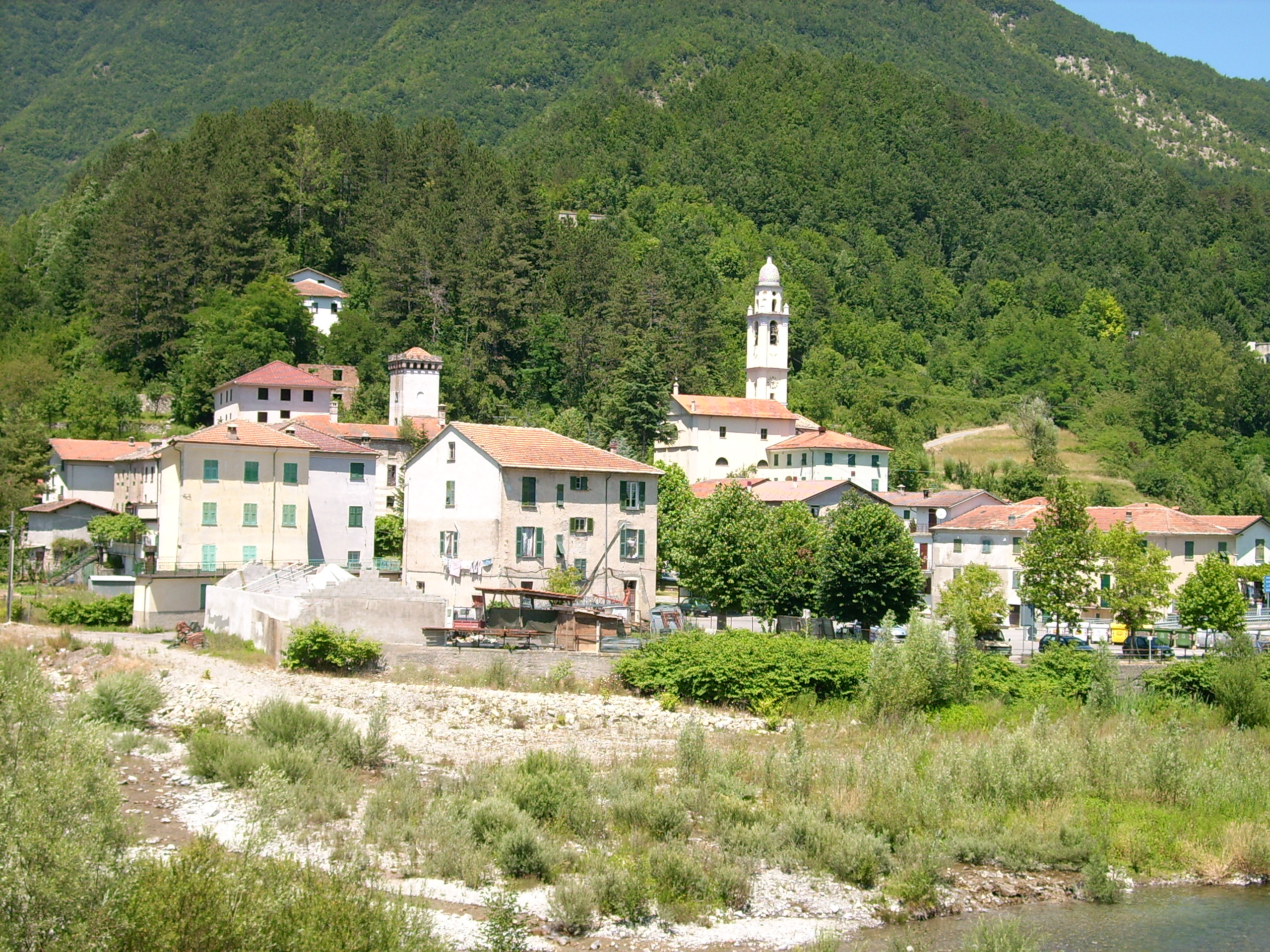
Gorreto
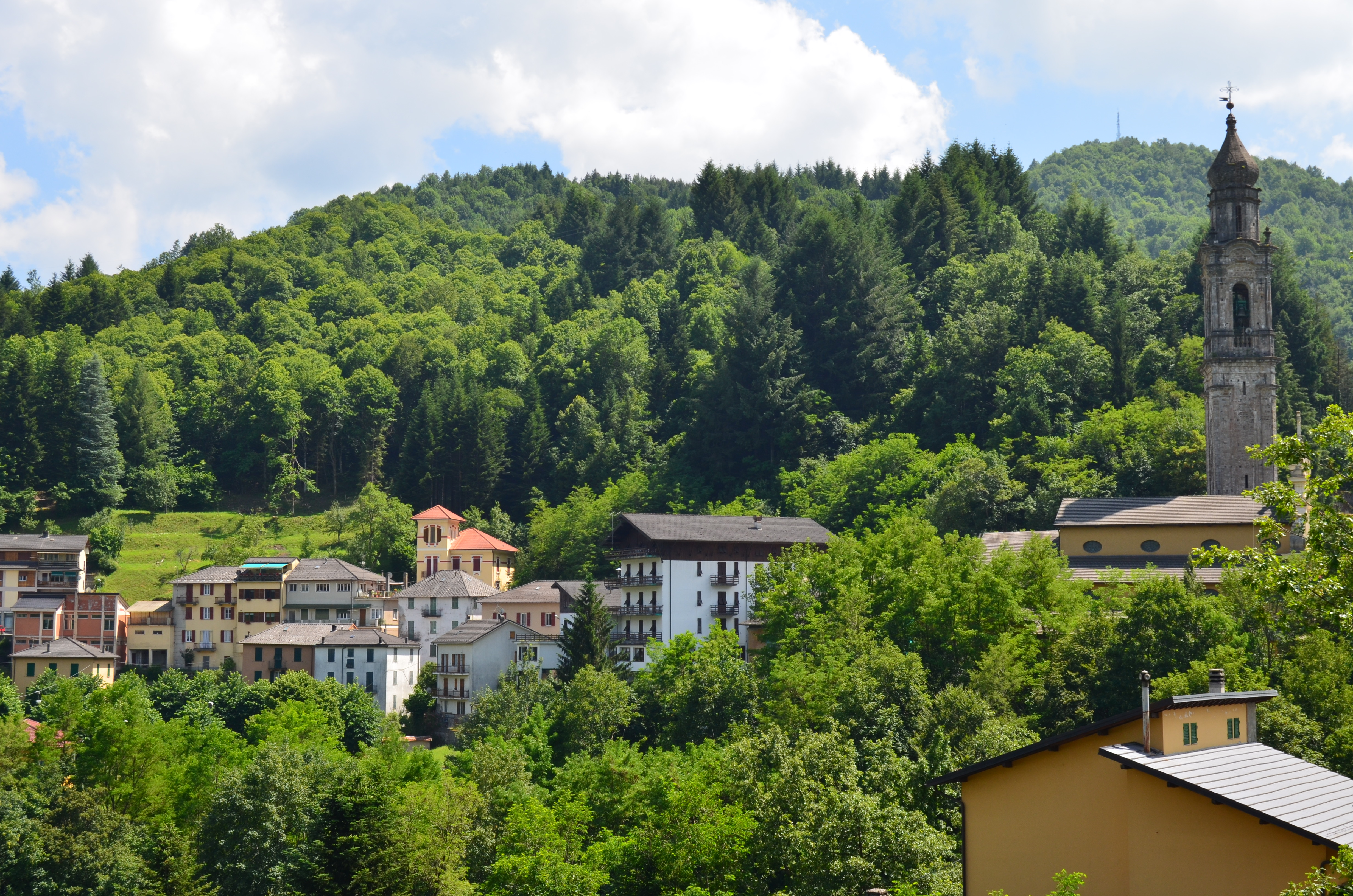
Rezzoaglio
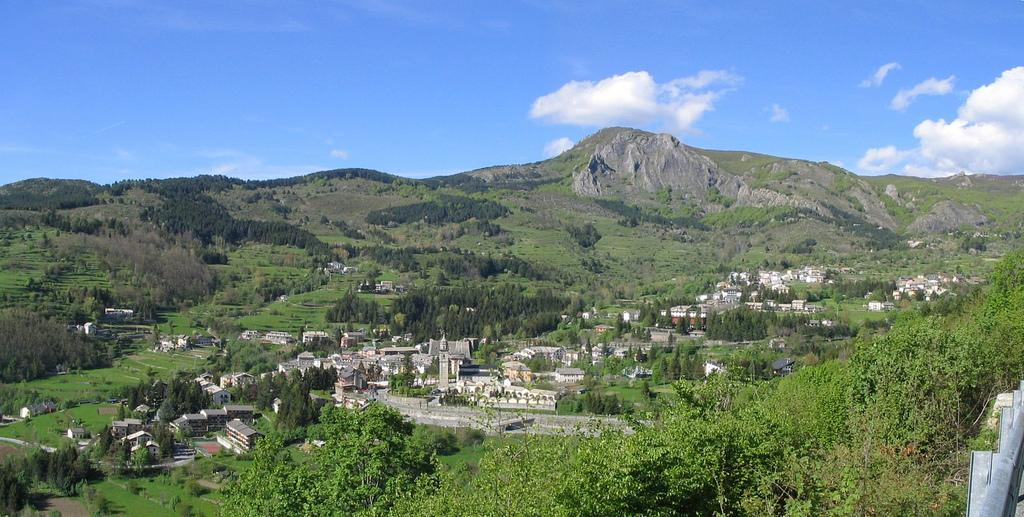
Santo Stefano d'Aveto
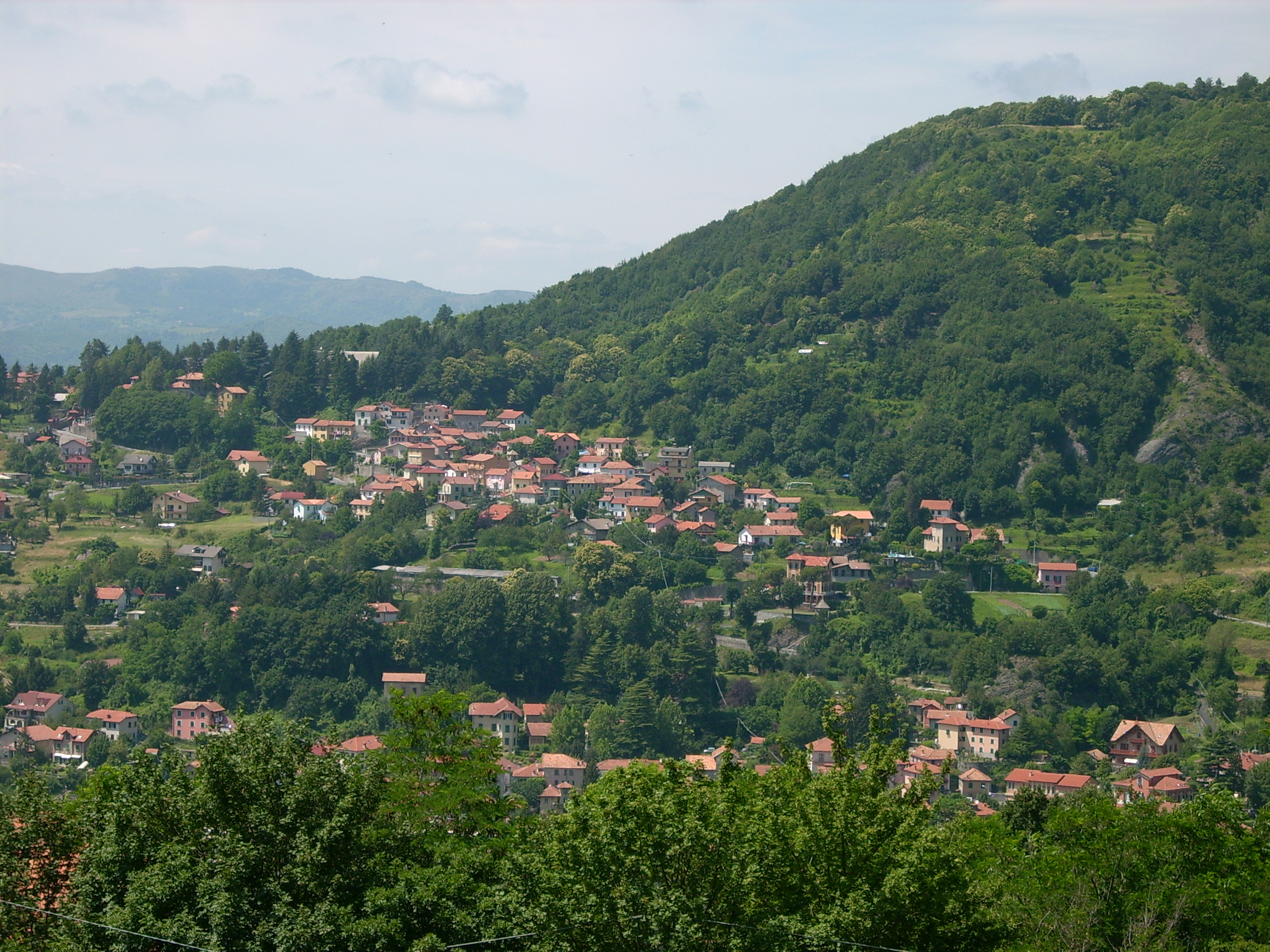
Savignone
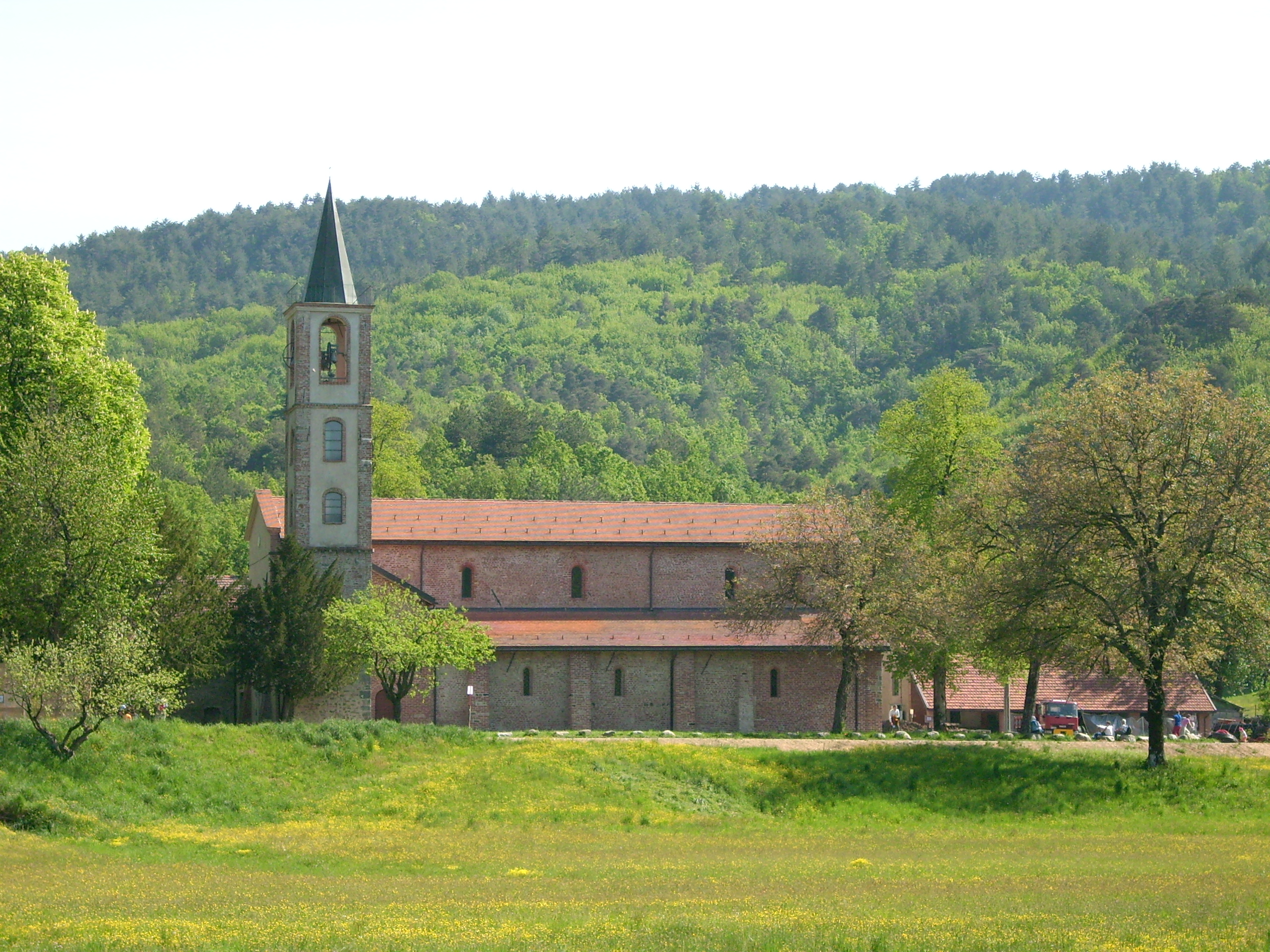
Abbazia di Santa Maria alla Croce di Tiglieto
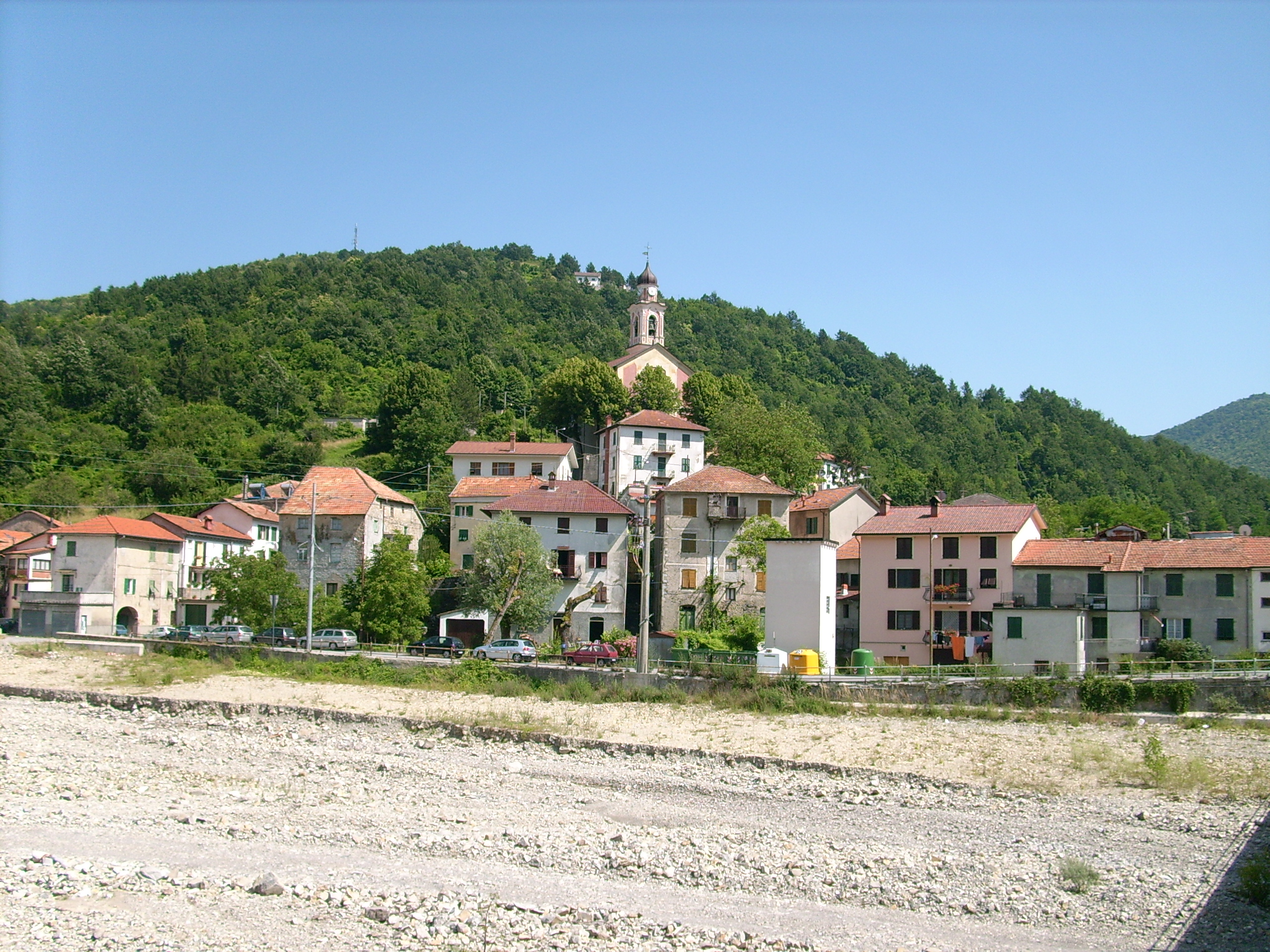
Vobbia
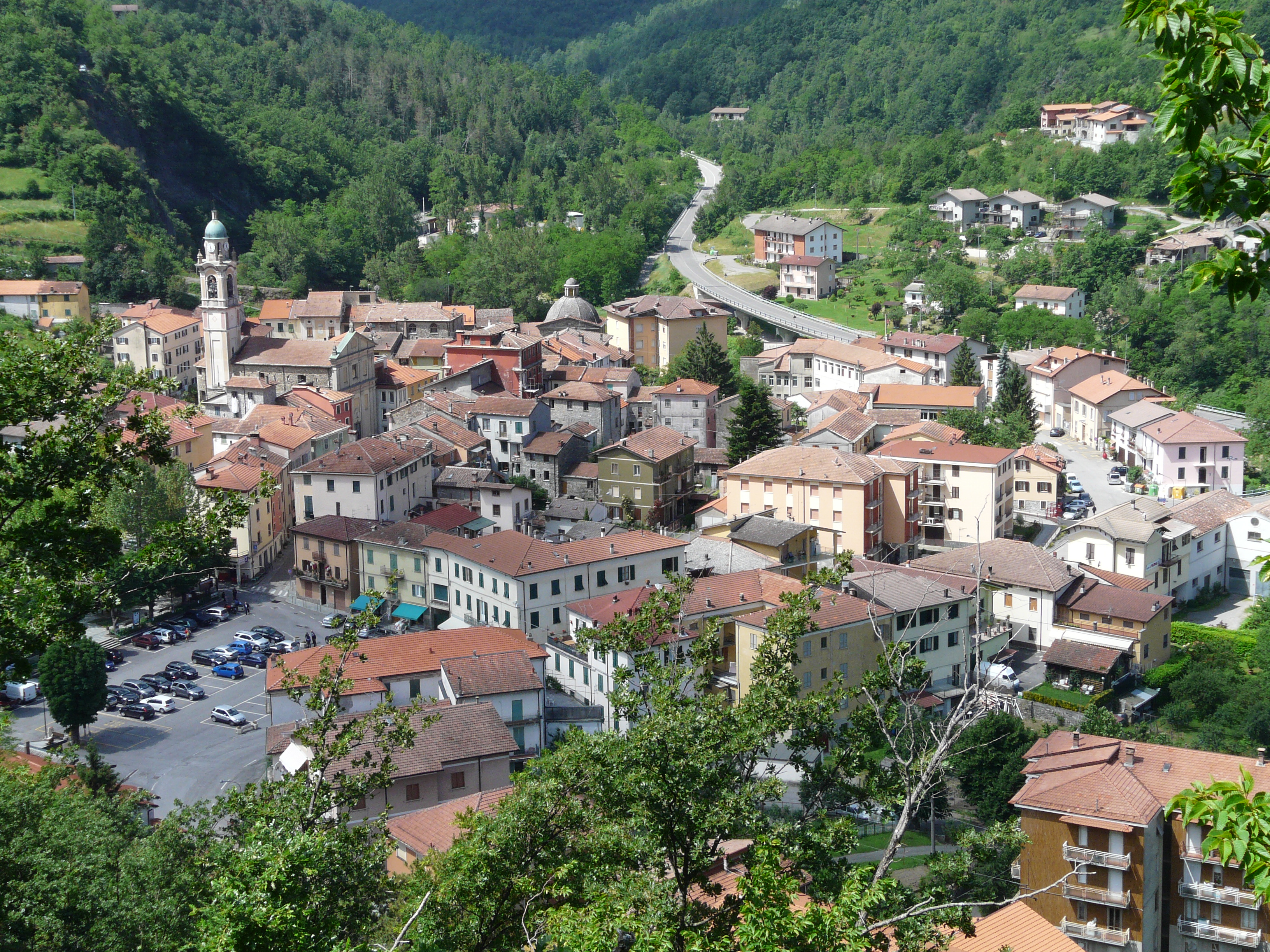
Ottone

| Stemma                        | Comune                | Superficie   | Popolazione | in Ligure        | in Piemontese        | in altra lingua locale | Provincia |
| ----------------------------- | --------------------- | ------------ | ----------- | ---------------- | -------------------- | ---------------------- | --------- |
|                               | Novi Ligure           | 54,22 km²    | 28.595      | Neuve            | Nêuve                | -                      | AL        |
|                               | Albera Ligure         | 21,38 km²    | 331         | Arbêa            | Albera               | -                      | AL        |
|                               | Arquata Scrivia       | 23,36 km²    | 6.136       | Arquâ            | Arquà                | -                      | AL        |
|                               | Basaluzzo             | 15,22 km²    | 2.053       | Bazalusso        | Basaluss             | -                      | AL        |
|                               | Borghetto di Borbera  | 39,62 km²    | 2.034       | O Borghetto      | Borghet Borbaja      | -                      | AL        |
|                               | Bosio                 | 66,88 km²    | 1.244       | Beuxo            | Beuso                | -                      | AL        |
|                               | Cabella Ligure        | 46,79 km²    | 572         | Cabela           | Cabela               | -                      | AL        |
|                               | Cantalupo Ligure      | 24,09 km²    | 556         | Cantalòvvo       | Cantalov             | -                      | AL        |
|                               | Capriata d'Orba       | 28,31 km²    | 1.928       | -                | Cavirià              | -                      | AL        |
|                               | Carrega Ligure        | 56,67 km²    | 98          | Carega           | Cariegà              | -                      | AL        |
|                               | Carrosio              | 7,24 km²     | 498         | Careuxo          | Careugio             | -                      | AL        |
|                               | Cassano Spinola       | 14,96 km²    | 1.873       | Casàn            | Cassau               | -                      | AL        |
|                               | Fraconalto            | 15,85 km²    | 374         | Fiacon           | Fraconàut            | -                      | AL        |
|                               | Francavilla Bisio     | 7,75 km²     | 502         | -                | Francavila           | -                      | AL        |
|                               | Gavi                  | 50,92 km²    | 4.614       | Gavi             | Gäi                  | -                      | AL        |
|                               | Grondona              | 25,74 km²    | 552         | Grondonn-a       | Grondòuna            | -                      | AL        |
|                               | Mongiardino Ligure    | 29,14 km²    | 182         | Mongiardin       | Mongiardin           | -                      | AL        |
|                               | Parodi Ligure         | 12,5 km²     | 779         | Parodi           | Paròd Ligurin        | -                      | AL        |
|                               | Pasturana             | 5,26 km²     | 1.164       | Pastorana        | Pasturàuna           | -                      | AL        |
|                               | Pozzolo Formigaro     | 35,59 km²    | 4.896       | Poséu            | Posseu               | -                      | AL        |
|                               | Roccaforte Ligure     | 20,62 km²    | 168         | La Ròuca         | Rocaforte            | -                      | AL        |
|                               | Rocchetta Ligure      | 10,09 km²    | 213         | A Rocheta        | Rochëtta (Ligurin-a) | -                      | AL        |
|                               | San Cristoforo        | 3,59 km²     | 603         | Sàn Cristòfa     | San Cristòfi         | -                      | AL        |
|                               | Serravalle Scrivia    | 16,02 km²    | 6.238       | Saravalle        | Seraval Scrivia      | -                      | AL        |
|                               | Stazzano              | 17,83 km²    | 2.384       | Stasàn           | Stassan              | -                      | AL        |
|                               | Tassarolo             | 7,09 km²     | 616         | Tascëreu         | Tassareu             | -                      | AL        |
|                               | Vignole Borbera       | 8,49 km²     | 2.260       | e Vigneue        | Vigneule Borbaja     | -                      | AL        |
|                               | Voltaggio             | 51,33 km²    | 774         | Otaggio          | Votagio              | -                      | AL        |
|                               | Ovada                 | 35,33 km²    | 11.943      | Oâ               | Ovà                  | -                      | AL        |
|                               | Belforte Monferrato   | 8,78 km²     | 476         | Berforte         | Belfòrt              | -                      | AL        |
|                               | Casaleggio Boiro      | 12,20 km²    | 406         | Casaèzo          | Casalegio Bòiroù     | -                      | AL        |
|                               | Castelletto d'Orba    | 14,25 km²    | 2.111       | Casteleto        | Castlèt d'Òrba       | -                      | AL        |
|                               | Lerma                 | 14,54 km²    | 872         | -                | Lerma                | -                      | AL        |
|                               | Montaldeo             | 5,19 km²     | 309         | Montaldeo        | Montondé             | -                      | AL        |
|                               | Mornese               | 13,30 km²    | 725         | Morneise         | Mornèis              | -                      | AL        |
|                               | Rocca Grimalda        | 15,64 km²    | 1.532       | A Ròcca          | La Ròca Grimàuda     | -                      | AL        |
|                               | Silvano d'Orba        | 12,08 km²    | 1.956       | Scirvan          | Silvan               | -                      | AL        |
|                               | Tagliolo Monferrato   | 25,91 km²    | 1.565       | -                | Tajeu                | -                      | AL        |
|                               | Busalla               | 17,12 km²    | 5.940       | Bùsalla          | -                    | -                      | GE        |
|                               | Campo Ligure          | 23,8 km²     | 3.072       | Cànpo            | -                    | -                      | GE        |
|                               | Casella               | 7,8 km²      | 3.325       | Casella          | -                    | -                      | GE        |
|                               | Crocefieschi          | 11,6 km²     | 571         | A Croxe          | -                    | -                      | GE        |
|                               | Fascia                | 11,25 km²    | 81          | Fascia           | -                    | -                      | GE        |
|                               | Fontanigorda          | 16,6 km²     | 277         | Fontanegorda     | -                    | -                      | GE        |
|                               | Gorreto               | 18,88 km²    | 97          | O Gorrëio        | -                    | -                      | GE        |
|                               | Isola del Cantone     | 47,77 km²    | 1.541       | l'Ìzóa do Cantón | -                    | -                      | GE        |
|                               | Masone                | 29,85 km²    | 3.873       | Mazon            | -                    | -                      | GE        |
|                               | Montoggio             | 46,4 km²     | 2.081       | Monteuggio       | -                    | -                      | GE        |
|                               | Propata               | 16,93 km²    | 142         | Propâ            | -                    | -                      | GE        |
|                               | Rezzoaglio            | 30 km²       | 100         | Rezzoagi         | -                    | Rosagni                | GE        |
|                               | Ronco Scrivia         | 30,51 km²    | 4.536       | Rónco            | -                    | -                      | GE        |
|                               | Rondanina             | 12,81 km²    | 62          | Rondaninn-a      | -                    | -                      | GE        |
|                               | Rossiglione           | 47,2 km²     | 2.944       | Roscigion        | -                    | -                      | GE        |
|                               | Rovegno               | 44,09 km²    | 554         | Roegno           | -                    | -                      | GE        |
|                               | Santo Stefano d'Aveto | 54,78 km²    | 1.126       | San Stê          | -                    | -                      | GE        |
|                               | Savignone             | 21,75 km²    | 3.208       | Savignon         | -                    | -                      | GE        |
|                               | Tiglieto              | 24,5 km²     | 633         | O Tilieto        | -                    | -                      | GE        |
|                               | Torriglia             | 60,1 km²     | 2.415       | Torriggia        | -                    | -                      | GE        |
|                               | Valbrevenna           | 35,2 km²     | 797         | Valbrevénna      | -                    | -                      | GE        |
|                               | Vobbia                | 33,2 km²     | 458         | Veubbia          | Vòbia                | -                      | GE        |
|                               | Brallo di Pregola     | 46,15 km²    | 601         | -                | -                    | Bràl ēd Preigöra       | PV        |
|                               | Cerignale             | 30,82 km²    | 127         | Serignâ          | -                    | Sergnâ                 | PC        |
|                               | Ottone                | 98,96 km²    | 516         | Utùn             | -                    | Uton                   | PC        |
|                               | Zerba                 | 24,13 km²    | 77          | -                | -                    | Ṡèrba                  | PC        |
| Totali comuni piemontesi      | 38                    | 873,77 km²   | 94.132      |                  |                      |                        |           |
| Totali comuni liguri          | 22                    | 642,14 km²   | 38.833      |                  |                      |                        |           |
| Totali altri comuni (PV - PC) | 4                     | 200,06 km²   | 1.321       |                  |                      |                        |           |
| Totali Oltregiogo             | 64                    | 1.715,97 km² | 133.286     |                  |                      |                        |           |

## Storia
Tuttora conservano l'aggettivo ligure i seguenti comuni:
Novi Ligure
in alta val Borbera:
Albera Ligure
Cabella Ligure
Cantalupo Ligure
Carrega Ligure
Mongiardino Ligure
Roccaforte Ligure
Rocchetta Ligure
in alta val Lemme:
Parodi Ligure

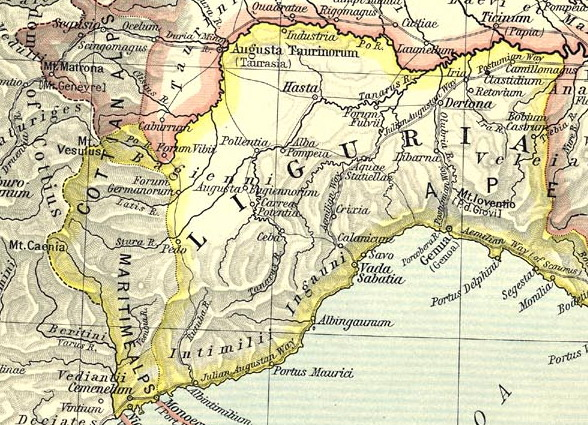
La Regio IX Liguria Augustea

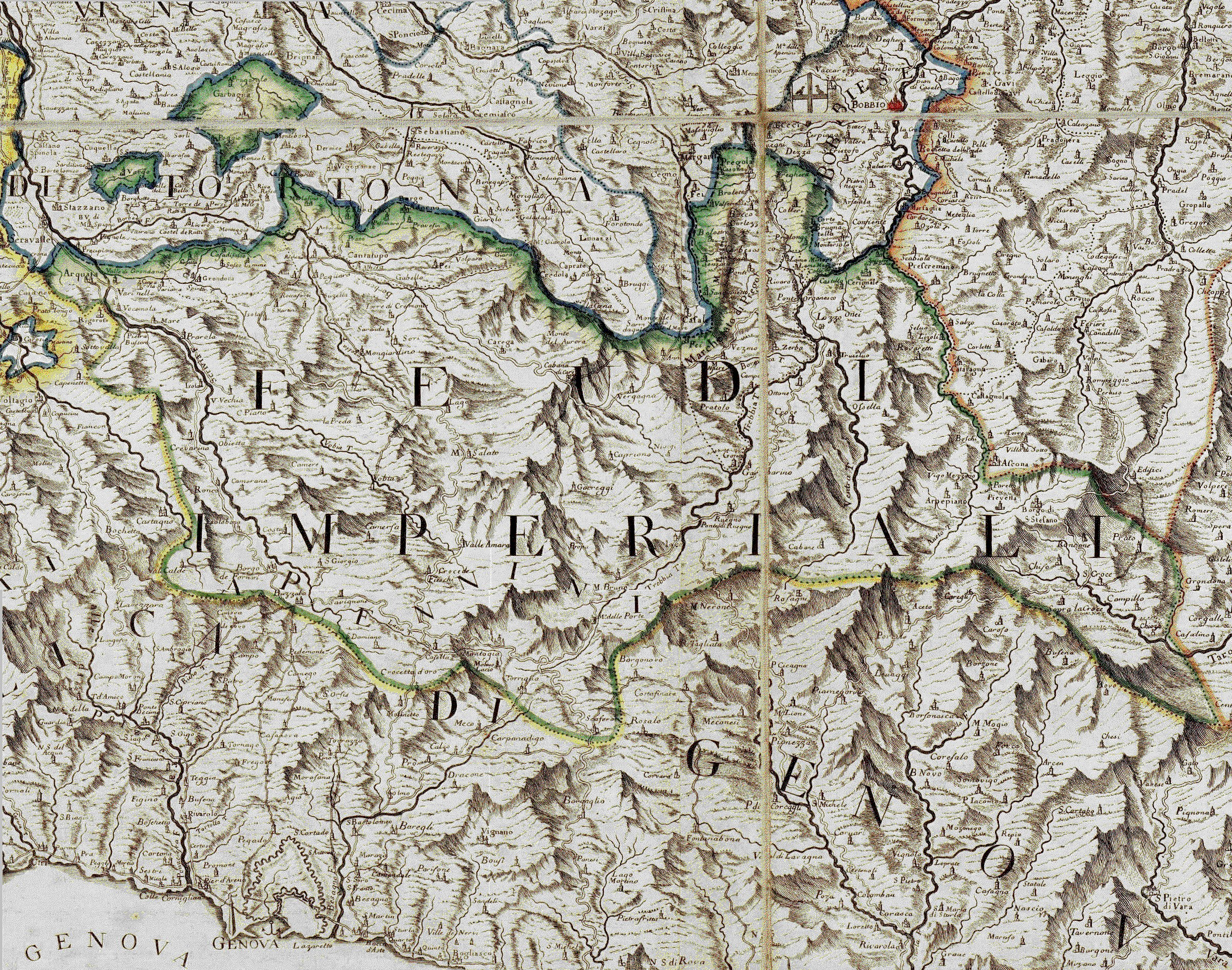
I Feudi Imperiali a nord di Genova (dalla Carta del Borgonio, sec. XVII)

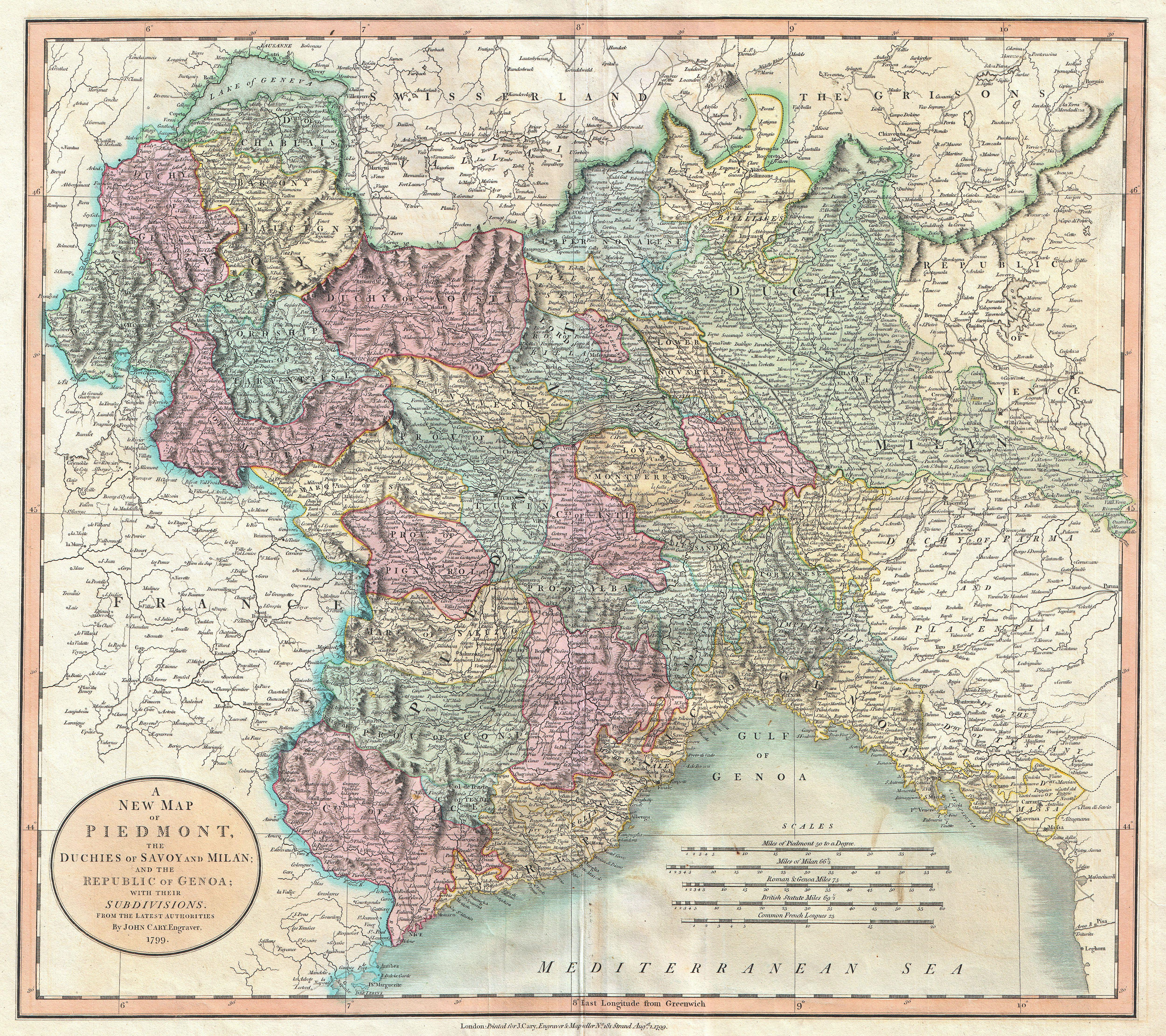
Regno di Sardegna nel 1799

La storia dell'Oltregioco s'identifica negli ultimi secoli con quella dei Feudi imperiali che ne hanno contraddistinto la sua fisionomia socio-politica. Stretto tra le due potenze della Repubblica di Genova e del Ducato di Milano, poi sostituito dai primi decenni del XVIII secolo dall'emergente Regno di Sardegna, i signorotti della regioni si sono destreggiati nel mantenere la propria indipendenza fino alla fine del secolo, quando Napoleone nel luglio 1797 ne decretò l'abolizione. Ormai da qualche secolo Genova si era spinta con le sue annessioni a molti borghi e paesi dell'interno appenninico fino ad affacciarsi sulle colline del Monferrato, istituendo appunto la provincia dei "Paesi dell'Oltregiogo" con Novi (1536), Ovada, Sassello, Gavi, Parodi, Voltaggio, Fiaccone.
Fin dall'impero romano, dai bizantini, dai longobardi e dai franchi nel nord Italia vi era la regione Liguria (IX regione romana), che nel IV secolo aveva unito i territori della Liguria (con capitale Genova) con quelli dell'Emilia (Regio VIII Aemilia) con capoluogo Piacenza) e verso la fine dello stesso secolo anche la Transpadana (XI regione romana con capoluogo Milano (Mediolanum), il nome fu mantenuto Liguria, ma la nuova capitale era Milano (diventata anche capitale imperiale sotto Massimiano), con i governatorati di Genova e Piacenza.
Sotto il dominio bizantino si formò anche la Provincia Maritima Italorum con capitale a Genova, ma il tutto passò dal 641 prima ai Longobardi e successivamente ai Franchi che riunificarono la regione preesistente, senza però modificare l'assetto dato dai romani con la formazione di ducati longobardi o contee franche. Unica effettiva trasformazione fu il trasferimento della capitale a Pavia, rimanendo comunque quella religiosa a Milano, sede dell'arcivescovato.
Nel 951 si forma la Marca obertenga o Marca Januensis della Liguria orientale. I territori in possesso degli Obertenghi, famiglia di origine longobarda, comprendevano la Lombardia (con la Svizzera Italiana e Novara), l'Emilia con Bologna esclusa (poi si aggiunse anche Ferrara) parte del Piemonte (l'Oltregiogo con Tortona, Novi Ligure, Ovada e la val Bormida) e parte della Liguria e della Toscana, dal Genovesato fino alla Lunigiana e alla Garfagnana, e poi indirettamente anche la Corsica e parte della Sardegna. In seguito alle autonomie dalla marca obertenga Genova dal 1099 diventa libero comune e pian pian si forma la Repubblica di Genova.
Dal 781 al 1014 la maggior parte delle terre dell'Oltregiogo facevano parte del Regno d'Italia successivamente le terre vennero annesse direttamente nel Sacro Romano Impero: benché amministrate da nobili genovesi (Spinola, Adorno, Malaspina, Fieschi, ecc.) o dei vescovi di Tortona e di Bobbio, di esse non appartenevano formalmente alla Repubblica di Genova, ma costituivano il gruppo dei cosiddetti Feudi imperiali, comprese la Contea vescovile di Tortona e la Contea vescovile di Bobbio, relitto degli antichi possessi dell'Impero sull'Appennino. Facevano eccezione la signoria pontificia di Albera, in val Borbera, come Novi, Gavi, Parodi, Fiacone, Ovada, Voltaggio e tutta la valle Stura (eccetto Campo Ligure, allora Campofreddo) che erano compresi nella giurisdizione della Repubblica. Nel medioevo, molti dei famosi Balestrieri Genovesi, erano in realtà provenienti da Novi e da altre località dell'Oltregiogo.
Con la discesa in Italia di Napoleone Bonaparte vi è l'abolizione di tutti i Feudi imperiali; si formò dal 1797 al 1805 la Repubblica Ligure, comprendente il territorio della ex Repubblica di Genova, vale a dire la Liguria, Capraia, e buona parte della regione dell'Oltregiogo. Nel 1805 la Repubblica Ligure venne annessa all'Impero francese e venne formato il Dipartimento di Genova fino al 1815, con parte della ex Repubblica Ligure, annessa ora all'Impero, e parte del dipartimento di Marengo, già appartenente alla Francia (costituito nel 1801) e in quell'occasione ridefinito nei suoi confini. Dalla Repubblica Ligure provenivano le città di Genova e Novi, dal dipartimento di Marengo invece le città di Bobbio, Tortona e Voghera con i rispettivi territori.
Quando, nel 1815, a seguito delle decisioni del Congresso di Vienna, Genova entrò a far parte del Regno di Sardegna, per circa tre anni Novi e Bobbio furono attribuite alla Divisione e Provincia di Alessandria, ma con il Regio Editto del 10 novembre 1818 e le Regie Patenti del 14 dicembre 1818 divenne capoluogo di una provincia facente parte della Divisione di Genova. Pertanto dal 1º gennaio 1819 la Divisione di Genova risultava composta da sette province e l'Oltregiogo ricadeva nelle province di Genova, di Novi, di Bobbio e in parte in quella di Chiavari. In questo modo, nonostante l'annessione al Regno di Sardegna e la perdita dell'indipendenza e della sovranità (come rimarcato dal famoso Proclama), la divisione amministrativa rispettava la secolare storia dell'Oltregiogo. Essere capoluogo di provincia comportò l'istituzione a Novi e a Bobbio dell'Intendenza di Finanza, del Tribunale di Commercio e del Consiglio di Giustizia, che divenne Tribunale di Prefettura nel 1827.
Ovada e l'Ovadese, invece, a differenza di Novi e Bobbio, passarono subito sotto la Divisione di Alessandria, entrando poi a far parte della Provincia di Acqui. Ovada era, appunto, titolare di uno dei "mandamenti" della provincia acquese.
L'allontanamento definitivo delle terre di Novi e Bobbio dalla Divisione di Genova fu stabilita dal Legge Rattazzi (ossia il Regio Decreto n. 3702 del 23 ottobre 1859), che sancì il passaggio dei territori ora circondari della provincia di Novi alla provincia di Alessandria e dei territori della Provincia di Bobbio alla nuova Provincia di Pavia, riducendo la provincia di Genova essenzialmente ai suoi attuali confini. Tale decisione è dovuta all'allora primo ministro Urbano Rattazzi, che in virtù dei poteri straordinari conferitogli nel 1859, ampliò i confini della sua provincia natia, fatto che provocò uno scontento che durò decine di anni. Novi non volle dimenticare i suoi legami con il capoluogo ligure e quando si rese necessario scegliere un toponimo aggiuntivo (per evitare confusione con altri comuni omonimi d'Italia), il consiglio comunale scelse che esso fosse l'aggettivo "Ligure". Il Regio decreto dell'11 gennaio 1863 sancì tale denominazione.
Nel 1923 avvenne lo smembramento del Circondario di Bobbio: l'Oltrepò ed il comune di Brallo di Pregola rimasero sotto Pavia, mentre l'alta Val Trebbia venne suddivisa fra la Provincia di Genova e la Provincia di Piacenza.

## Gastronomia
La cucina dell'Oltregiogo in Piemonte cambia molto dalla cucina del resto del Piemonte per i legami storici, culturali e linguistici con la Liguria e la vicinanza a Genova. La cucina risente in gran parte delle influenze della cucina ligure, ma ha anche qualche influenza della cucina piemontese. È essenzialmente una cucina di terra.

### Antipasti
- Focaccette al formaggio
- Panissa ligure
- Frittelle di lattuga (friscioeu, o friscioli)
- Fersulla

### Focacce, Torte salate, Farinate, Polpettoni
- Focaccia novese
- Farinata
- Farinata con la cipolla
- Farinata con il rosmarino
- Focaccia
- Focaccia col formaggio
- Focaccia con le cipolle
- Focaccia con le olive
- Focaccia con le patate
- Focaccia con la salvia
- Focaccia col rosmarino
- Polpettone di melanzane
- Torta di bietole
- Torta pasqualina
- Torta di riso
- Revzora (focaccia di mais di Campo Ligure)

### Salse e sughi
- Pesto alla genovese
- Salsa di noci
- Bagna càuda

### Pasta, Riso, Minestre
- Polenta
- Corzetti
- Agnolotti
- Gnocchi di patate (col pesto)
- Pansoti
- Ravioli
- Ravioli alla ligure (con "tuccu a-a zeneize")
- Ravioli di borragine
- Panigacci
- Trenette col pesto (o Linguine col pesto)
- Trofie o Trofiette
- Riso ai petali di viole
- Trofie di castagne in salsa di noci
- Corzetti verdi coi piselli alla crema di montebore
- Risotto al montebore
- Capra e fagiolane
- Tagliatelle al sugo di lepre
- Cotechino e Fagiolane della Val Borbera
- Corzetti ai funghi
- Taglierini al sugo di lepre
- Pute
- Bazzura (zuppa di latte e castagne tipica della Valle Stura)

### Pesce
- Baccalà al verde
- Stoccafisso accomodato

### Formaggi
- Montebore
- Mollana della Val Borbera

### Carne
- Testa in cassetta
- Cima
- Coniglio alla ligure
- Coniglio con le olive
- Trippe al verde

### Verdure e ortaggi
- Condiglione
- Preboggion
- Verdure ripiene (al forno)
- Scorzonera
- Patata quarantina bianca genovese
- Cece di Merella
- Fagiolane della Val Borbera

### Dolci
- Latte dolce
- Pandolce
- Amaretti
- Biscotto della Salute
- Canestrelli novesi

### Vini
- Gavi DOCG
- Cortese DOC
- Dolcetto DOC
- Nibiò[7]
- Timorasso

### Sagre e altre manifestazioni con prodotti tipici in Oltregiogo
- Dolci Terre di Novi a Novi Ligure
- Sagra del raviolo a Francavilla Bisio
- Sagra dello stoccafisso a Vignole Borbera
- Sagra della capra e della fersulla a Grondona
- Sagra della patata a Pratolungo di Gavi
- Sagra del raviolo e dello spiedino a Rovereto di Gavi
- Di Gavi in Gavi (ultima domenica di agosto) a Gavi
- Il Padellone di Camogli ed il Gavi a Gavi
- Sagra dei gnocchi al pesto a Voltaggio
- Festa della Patata Quarantina a Cosola di Cabella Ligure
- Sagra degli anloti foci a man a San Cristoforo
- Sagra della frittella a Sottovalle di Arquata Scrivia
- Sagra dei Corzetti a Pasturana
- Weekend della Filigrana (oreficeria) a Campo Ligure
- Sagra del Cinghiale di Campo Ligure
- CampoFestival, rassegna di musica celtica a Campo Ligure
- Festa Patronale Maria Maddalena di Campo Ligure
- Festa Medievale a Campo Ligure

## Religione
La quasi la totalità dell'Oltregiogo è compreso nella Regione ecclesiastica Liguria, dividendosi in parte tra l'Arcidiocesi di Genova (per quanto riguarda i territori più meridionali) e la diocesi di Tortona. I quattro comuni liguri di Campo Ligure, Masone, Rossiglione e Tiglieto sono compresi nella Regione ecclesiastica Piemonte, facendo parte della diocesi di Acqui. I comuni genovesi della val d'Aveto Rezzoaglio e Santo Stefano d'Aveto e dell'alta val Trebbia Fontanigorda, Gorreto e Rovegno, e dell'alta val Trebbia piacentina Cerignale, Ottone e Zerba sono compresi nel vicariato di Bobbio, alta val Trebbia, Aveto e Oltre Penice (ex Diocesi ligure di Bobbio), dal 1989 trasferita nella Regione ecclesiastica Emilia-Romagna, facendo parte della diocesi di Piacenza-Bobbio.